# Borowa (wzgórze)
Borowa – wzgórze (335,5 m n.p.m.) w południowo-zachodniej Polsce, we Wzgórzach Strzelińskich, na Przedgórzu Sudeckim.